# Nohavice (Rušinov)
Osada Nohavice je jednou ze tří ZSJ obce Rušinov. Osada se nalézá asi 0,9 km jihovýchodně od obce Rušinov v okrese Havlíčkův Brod.

## Galerie

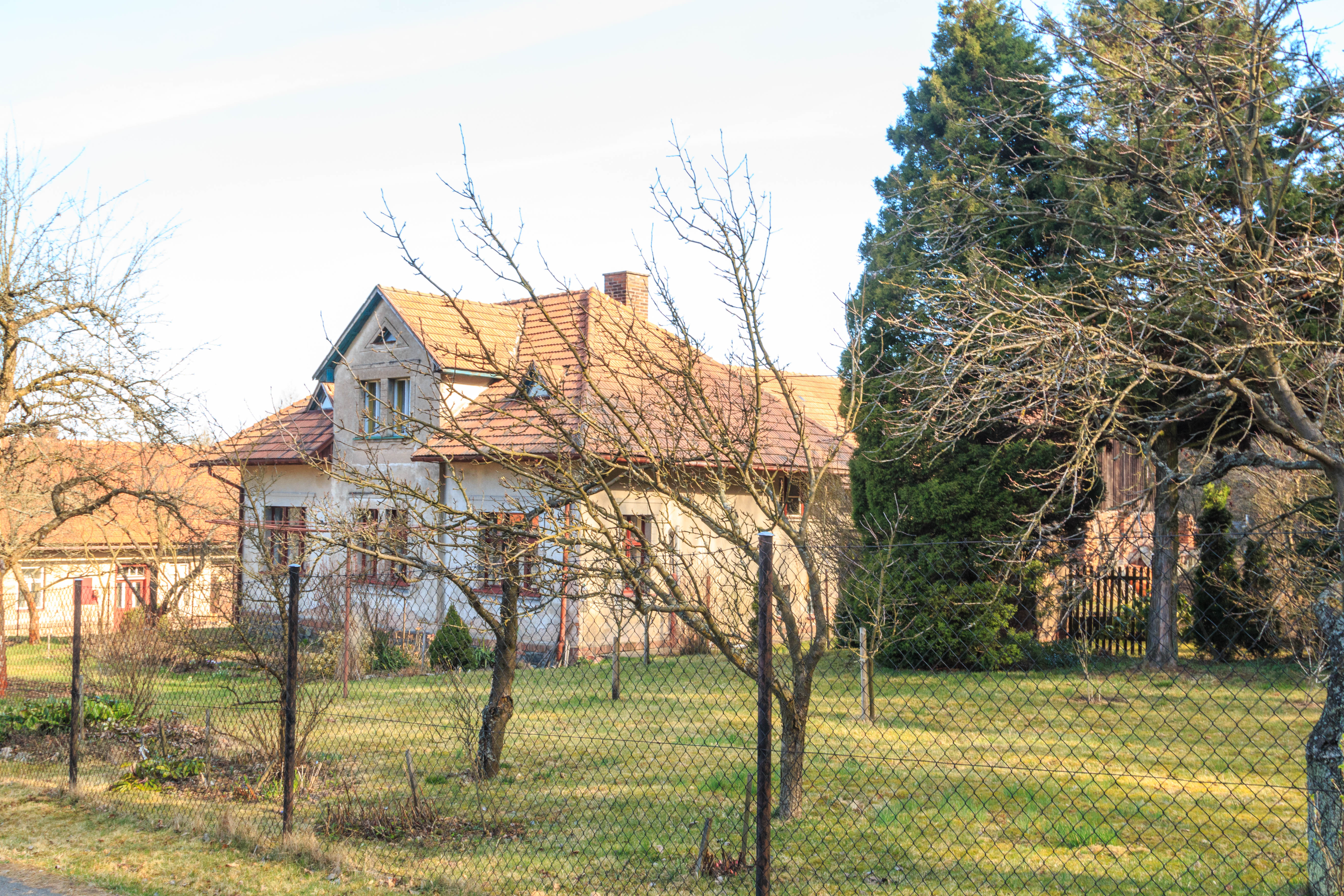
Osada Nohavice u Rušinova - dům čp. 27
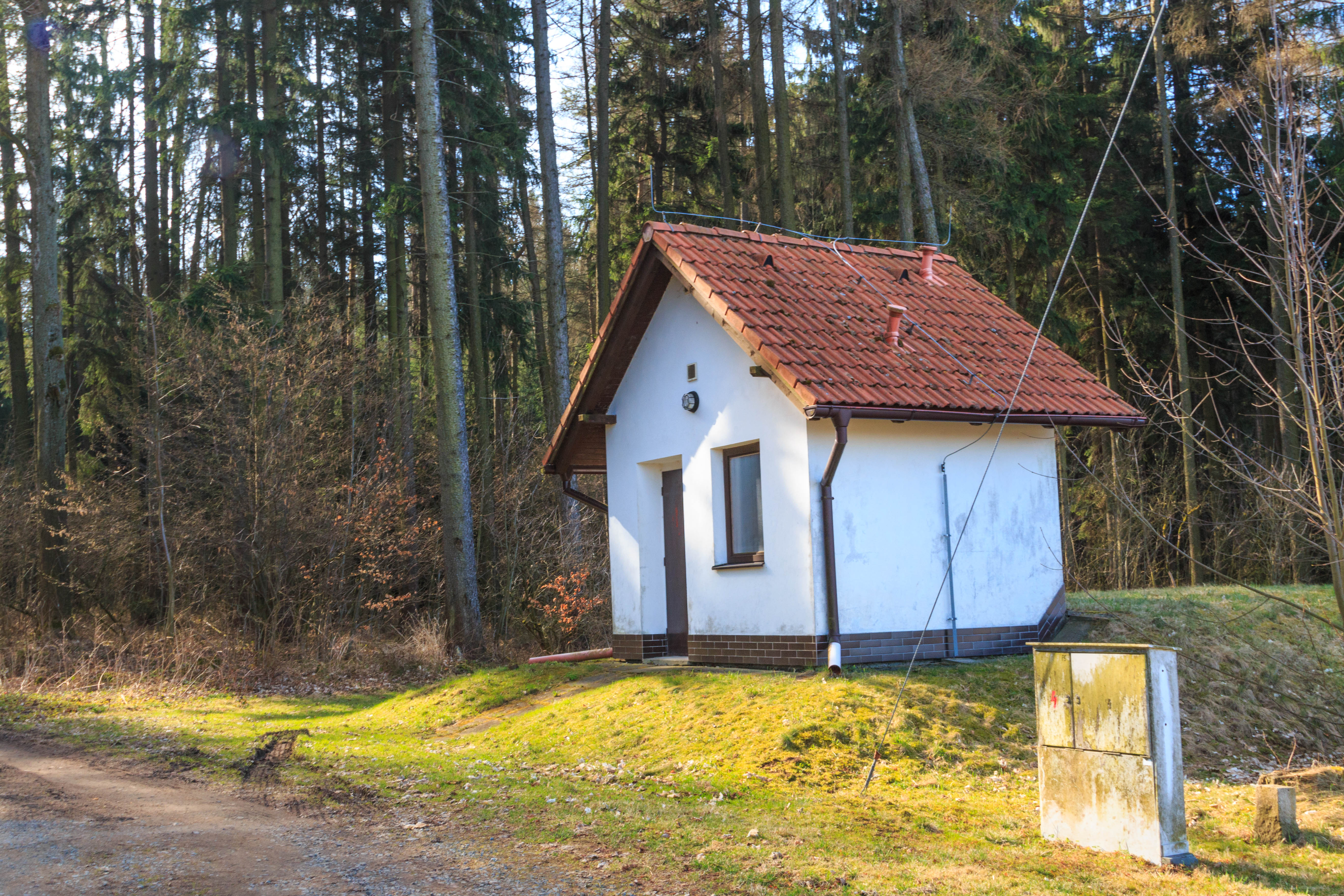
Osada Nohavice u Rušinova - vodárna
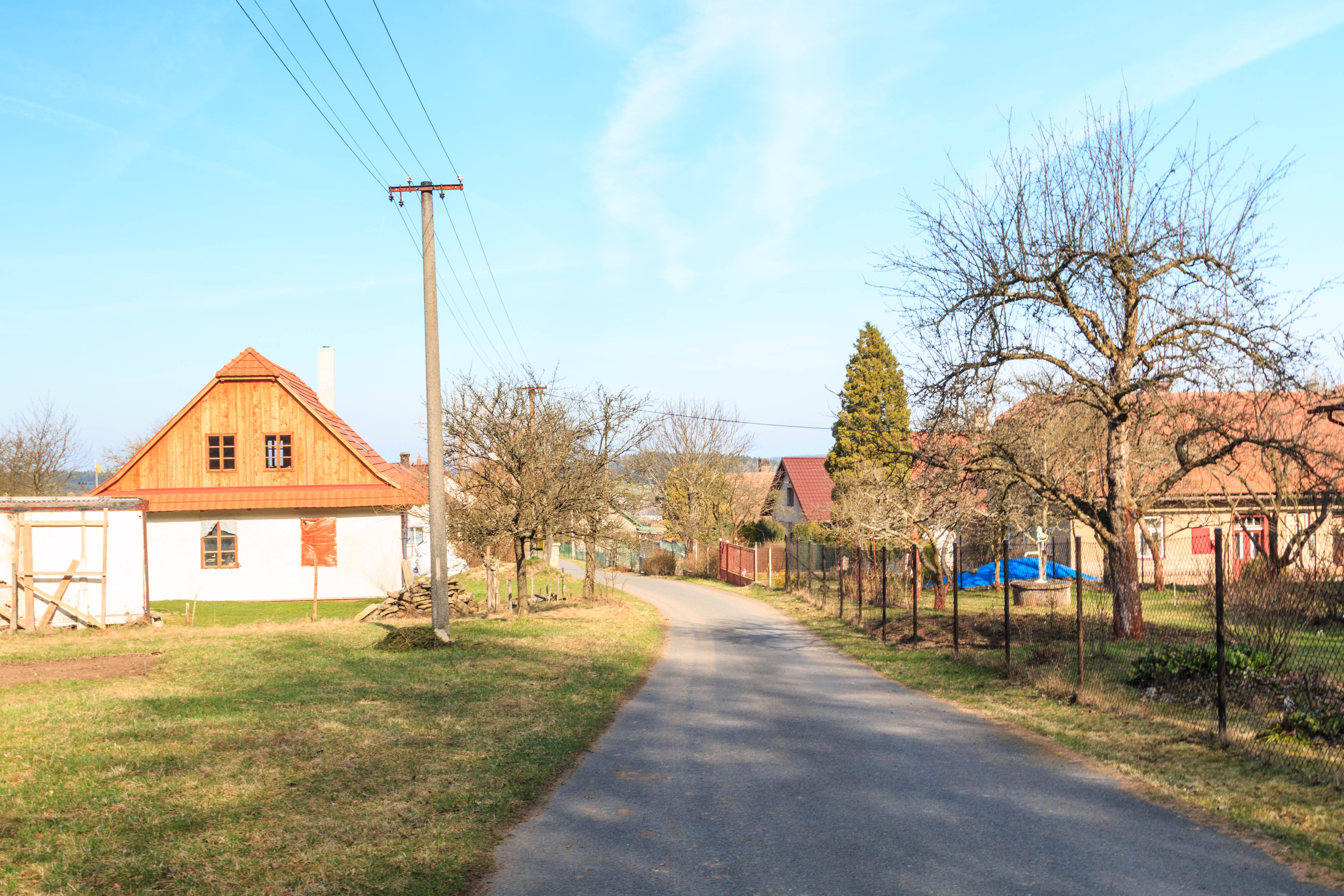
Osada Nohavice u Rušinova - dům čp. 20
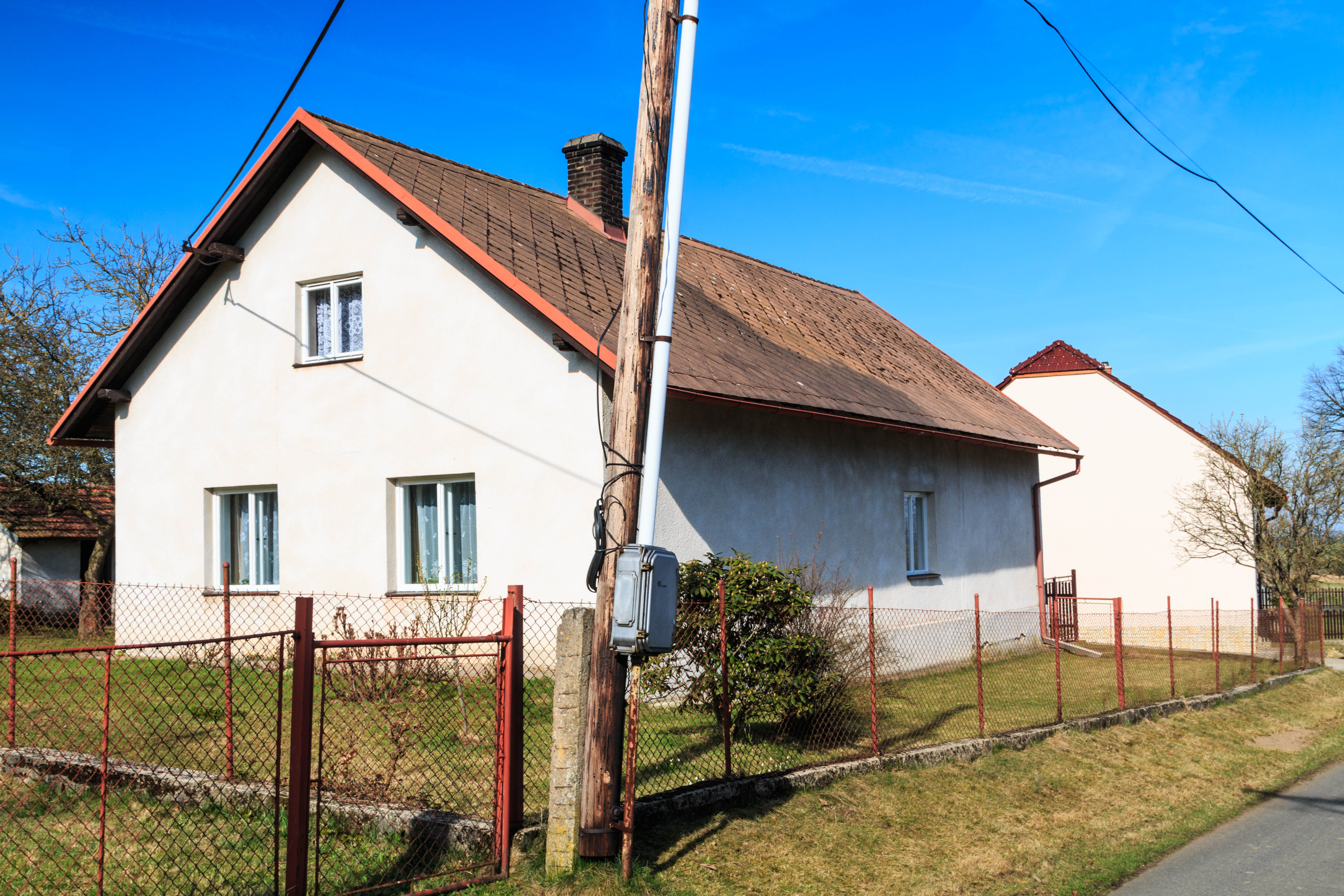
Osada Nohavice u Rušinova - dům čp. 19